# Alexandra Rexová
Alexandra Rexová (Bratislava, 5 de agosto de 2005) es una deportista eslovaca que compite en esquí alpino adaptado. Ganó dos medallas en los Juegos Paralímpicos de Pekín 2022, oro en supergigante y bronce en eslalon.

## Palmarés internacional
| Juegos Paralímpicos | Juegos Paralímpicos | Juegos Paralímpicos | Juegos Paralímpicos         |
| Año                 | Lugar               | Medalla             | Prueba                      |
| ------------------- | ------------------- | ------------------- | --------------------------- |
| 2022                | Pekín (China)       | Medalla de oro      | Supergigante (disc. visual) |
| 2022                | Pekín (China)       | Medalla de bronce   | Eslalon (disc. visual)      |